# Nema-ye nazdik
Nema-ye nazdik, eller Namaye nazdik (persiska: نمای نزدیک; "Närbild"), med alternativtitel Kluzap (کلوزآپ) och engelsk titel Close-Up, är en iransk dokufiktionsfilm från 1990 i regi av Abbas Kiarostami och med Hossain Sabzian i huvudrollen.
Filmen handlar om en man som utger sig för att vara den kände regissören Mohsen Makhmalbaf och lurar en familj att den ska få huvudrollen i hans nästa film. Nema-ye nazdik är en rekonstruktion av ett verkligt kriminalfall som slutade med att gärningsmannen blev dömd till fängelse. Kiarostami fick alla inblandade att ställa upp på att spela sig själva.

## Medverkande
- Hossain Sabzian
- Mohsen Makhmalbaf
- Abbas Kiarostami
- Abolfazl Ahankhah
- Mehrdad Ahankhah
- Monoochehr Ahankhah
- Mahrokh Ahankhah
- Haj Ali Reza Ahmadi
- Nayer Mohseni Zonoozi
- Ahmad Reza Moayed Mohseni
- Hossain Farazmand
- Hooshang Shamaei
- Mohammad Ali Barrati
- Davood Goodarzi
- Hassan Komaili
- Davood Mohabbat